# Masaru Hashimoto
Masaru Hashimoto (橋本 昌, Hashimoto Masaru) est un homme politique japonais, né le 19 novembre 1945 à Tōkai.
Il est élu au poste de gouverneur de la préfecture d'Ibaraki en 1993.